# Университет Западной Бретани
Университет Западной Бретани — французский университет, относится к академии Ренн и расположен в городе Брест, некоторые подразделения университета расположены в городах Кемпер, Ванн, Ренн, Морле и Сен-Бриё. Университет основан в 1971 году.

## Структура
В состав университета входит 6 факультетов, 3 школы при университете, 12 институтов. Так же к университету относятся 5 докторских школ и 35 исследовательских лабораторий.
Факультеты:
- Факультет филологии и гуманитарных наук.
- Факультет права, экономики и менеджмента.
- Факультет медицины.
- Факультет стоматологии.
- Факультет гинекологии
- Факультет точных наук и техники.
- Факультет физической культуры и спорта.

Школы и институты:
- Школа акушерства.
- Высшая школа микробиологии и пищевой безопасности Бреста.
- Инженерная школа.
- Европейский институт актуарии.
- Институт администрирования предприятий.
- Институт по подготовке государственных служащих.
- Университетский институт по подготовке профессоров.
- Университетский институт специалистов искусства и культуры.
- Университетский институт специалистов инноваций в пищевой индустрии.
- Университетский институт специалистов инженерии и информатики.
- Университетский институт специалистов инженерной механики и автоматизация производства.
- Университетский институт специалистов телекоммуникаций и связи.
- Университетский институт технологии города Бреста.
- Университетский институт технологии города Кемпера
- Европейский университетский институт моря.

Докторские школы:
- Докторская школа наук о море.
- Докторская школа наук о материи и здоровье.
- Докторская школа филологии, искусства и языков.
- Докторская школа гуманитарных и общественных наук.
- Докторская школа наук о человеке, организациях и общества.